# Allenrolfea occidentalis
Allenrolfea occidentalis (S.Watson) Kuntze – gatunek rośliny z rodziny szarłatowatych (Amaranthaceae Juss.). Występuje naturalnie w Meksyku oraz południowo-zachodnich Stanach Zjednoczonych (w Arizonie, Kalifornii, Nowym Meksyku, Oregonie, Idaho, Nevadzie, Teksasie i Utah. Jest gatunkiem typowym dla swojego rodzaju. 

## Morfologia
PokrójWiecznie zielony półkrzew dorastająca do 30–150 cm wysokości. Pędy są mięsiste i członkowate.
LiściePrzybierają formę łusek, są nietrwałe (szybko opadają). Mają trójkątny kształt. Mierzą 2–4 mm długości i 2–3 mm szerokości. Blaszka liściowa jest o ostrym wierzchołku.

## Biologia i ekologia

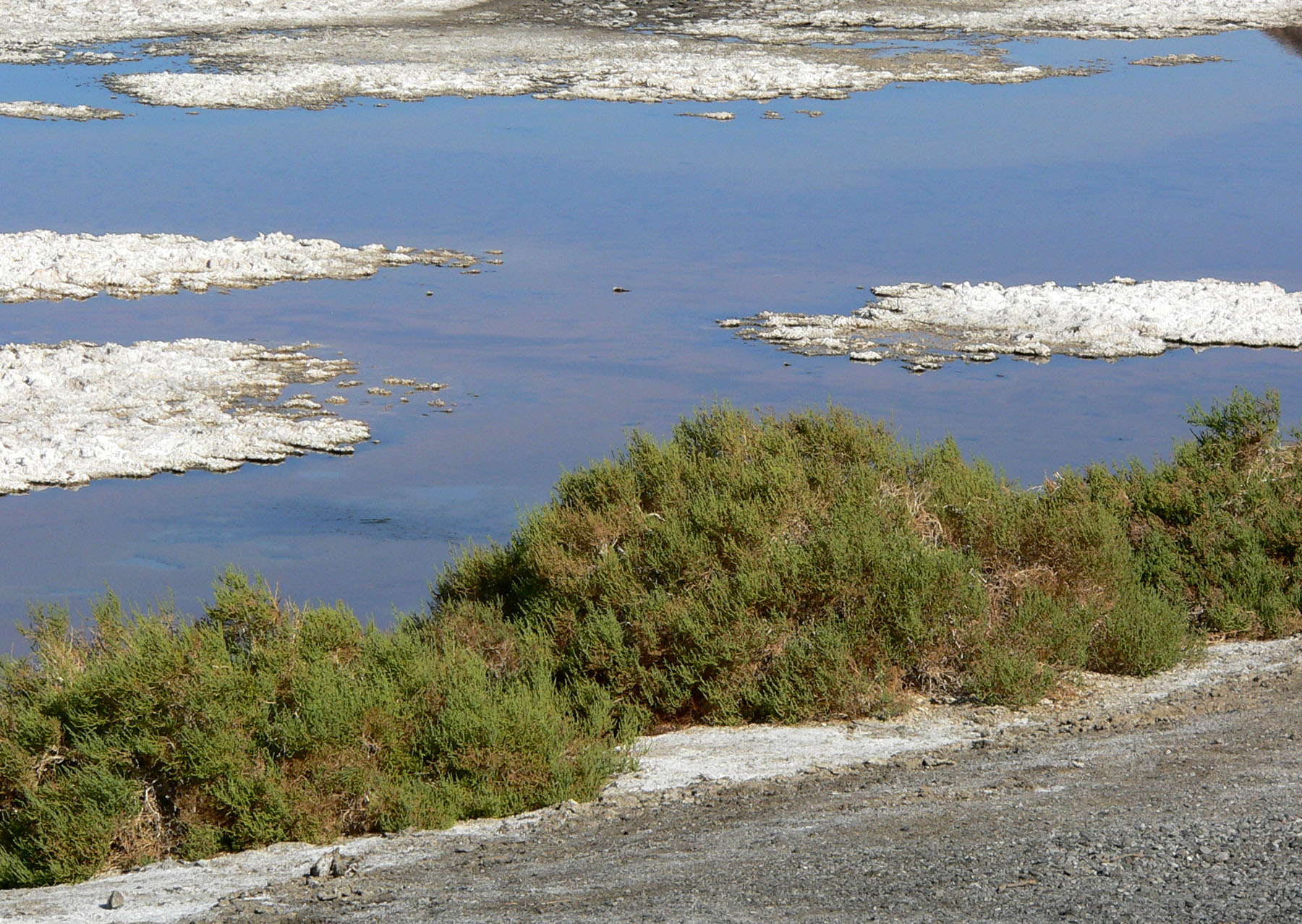
Allenrolfea occidentalis nad Badwater – niewielkim słonym jeziorem w Dolinie Śmierci

Rośnie na pustyniach, wydmach oraz skarpach, na glebach o odczynie zasadowym.